# Jonathan Jackson
Jonathan Stevens Jackson (Orlando, 11 maggio 1982) è un attore e musicista statunitense.
Noto principalmente per il ruolo di Lucky Spencer in General Hospital.

## Biografia
Figlio di Jeanine e Richard Lee Jackson, Sr., fratello minore dell'attore Richard Lee Jackson e di Candice Jackson, Jonathan è cresciuto a Washington, città nella quale la sua famiglia si è trasferita quando lui era ancora molto giovane. Ha iniziato a perseguire la carriera di attore all'età di 9 anni, quando, in vacanza a Los Angeles insieme alla sua famiglia, ha visitato gli Universal Studios. In seguito a quella gita i loro genitori decisero di lasciare provare ai figli la carriera da attore per 6 mesi; Jonathan e suo fratello Richard si sono quindi trasferiti a Los Angeles; Richard ha cominciato a recitare per primo, e successivamente Jonathan lo ha seguito in questa attività.
Dopo aver realizzato alcuni spot commerciali, fu scelto per partecipare alla soap opera General Hospital nel ruolo di Lucky Spencer dal 1993 al 1999, dal 2009 al 2011, nel 2015 e nuovamente dal 2024 al 2025. Nel 1994 è stato uno dei giovani protagonisti del film Vacanze a modo nostro, con Andrew Keegan e Nathan Cavaleri. Tra le varie interpretazioni che lo hanno reso celebre anche in Italia, oltre ad avergli procurato notevole fama e successo internazionale, vi sono film quali In fondo al cuore (1999) con Ryan Merriman, Tuck Everlasting - Vivere per sempre (2002) con Scott Bairstow, Dirty Dancing 2 (2004), Riding the Bullet (2004), Innocenti omicidi (2006). Sul piano artistico e professionale Jackson ha ricevuto molti prestigiosi riconoscimenti, a conferma delle sue capacità e del suo talento: svariate nomination e la vittoria di numerosi premi importanti quali gli Emmy e gli Young Artist Awards.

## Vita privata
Appassionato di musica (ha cantato e suonato la chitarra in varie band) e di sport come basket, baseball, rollerblading, il 21 giugno 2002 Jackson ha sposato Lisa Vultaggio, da cui l'attore ha avuto un figlio, Caleb, nato il 21 giugno 2003, a un anno esatto dal matrimonio, una figlia, Adora, nata nel settembre del 2005, e un altro figlio, Titus Gabriel, nato il 7 ottobre 2010.

## Filmografia

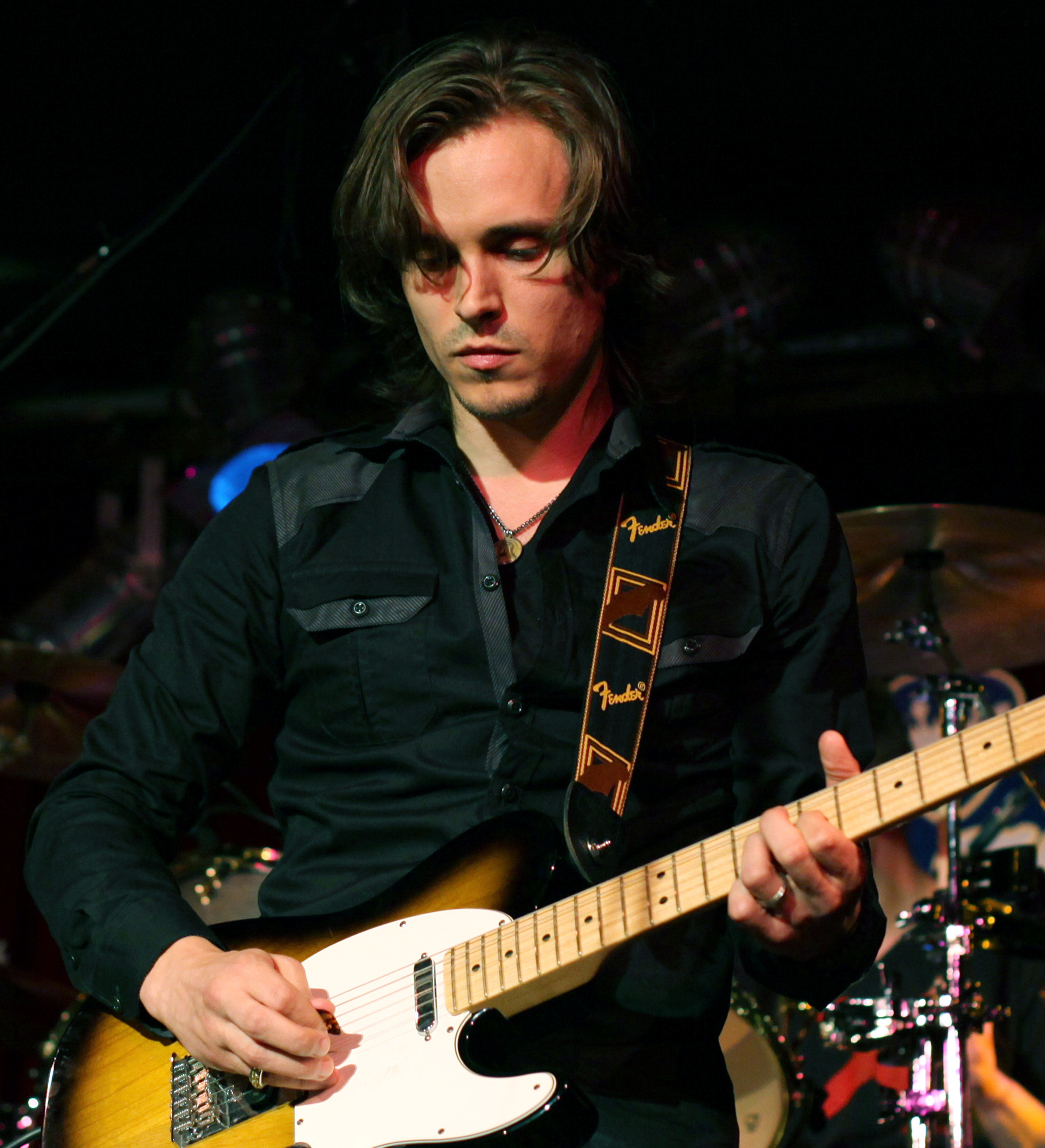
Jonathan Jackson

### Cinema
- Vacanze a modo nostro (Camp Nowhere), regia di Jonathan Prince (1994)
- In fondo al cuore (The Deep End of the Ocean), regia di Ulu Grosbard (1999)
- Insomnia, regia di Christopher Nolan (2002)
- Tuck Everlasting - Vivere per sempre (Tuck Everlasting), regia di Jay Russell (2002)
- Dirty Dancing 2 (Dirty Dancing: Havana Nights), regia di Guy Ferland (2004)
- Riding the Bullet, regia di Mick Garris (2004)
- Venom, regia di Jim Gillespie (2005)
- Un eroe sconosciuto (Unsung Hero), regia di Richard Ramsey e Joel Smallbone (2024)

### Televisione
- General Hospital – soap opera, 399 episodi (1993-1999; 2009-2015; 2024-2025)
- Crescere, che fatica! (Boy Meets World) – serie TV, episodi 5x20-5x21 (1998)
- Un ragazzo contro (Trapped in a Purple Haze), regia di Eric Laneuville – film TV (2000)
- Night Visions – serie TV, episodio 1x06 (2001)
- The Twilight Zone – serie TV, episodio 1x42 (2003)
- Innocenti omicidi (A Little Thing Called Murder), regia di Richard Benjamin – film TV (2006)
- One Tree Hill – serie TV, episodio 6x10 (2008)
- Terminator: The Sarah Connor Chronicles – serie TV, 4 episodi (2008-2009)
- Nashville – serie TV, 121 episodi (2012-2018)

## Doppiatori italiani
Nelle versioni in italiano dei suoi film, Jonathan Jackson è stato doppiato da:
- Luigi Morville in Dirty Dancing 2, Tuck Everlasting - Vivere per sempre, Venom
- Marco Vivio in Insomnia, Terminator: The Sarah Connor Chronicles
- Andrea Mete in Nashville
- Simone Crisari in Vacanze a modo nostro
- Simone D'Andrea in Innocenti omicidi